# Acadèmia Militar de Barcelona
L'Acadèmia Militar de Barcelona, també coneguda per Acadèmia de Matemàtiques, es fundà el 1716, just després de la Guerra de Successió Espanyola, però no es posà en marxa fins al 1720. Inicialment establerta a la Ciutadella de Barcelona, el 1752, es traslladà a l'antic convent de Sant Agustí Vell, rehabilitat i transformat en caserna militar després dels greus danys que havia patit durant la Guerra de Successió Espanyola.
Els promotors en foren els enginyers flamencs Joris Prosper Van Verboom i Alejandro de Retz i els germans Antonio i Francisco Montaigu. El seu primer director fou l'italià Mateo Calabro. i fins al 1751 va formar especialment als artillers El seu punt àlgid va venir el 1738 amb la direcció de Pedro de Lucuze, En les ordenances de 1739 es definia que els estudis duraven tres anys, dividits en quatre cursos de nou mesos cadascun, en els que s'estudiaven les matemàtiques pures i mixtes, posant èmfasi en els aspectes d'interès per a la formació dels militars, i en particular, en aquells de més utilitat directa per als enginyers. A més dels enginyers que van fer les construccions militars de tots els regnes d'Espanya, els alumnes d'aquesta acadèmia també van treballar com urbanistes, i van traçar noves ciutats i barris a l'Espanya del segle XVIII
Es va acabar dissolent el 1803, quan es va traslladar a l'Acadèmia d'Enginyers d'Alcalá de Henares.
La biblioteca que en restà parla del nivell i amplitud d'interessos de l'Acadèmia. Era formada per 2.030 volums. La meitat en francès, una quarta part en castellà i la resta en llatí, italià i anglès. Una quarta part són dedicats a matemàtica pura. Però també aplega monografies sobre física, mecànica, hidàulica, filosofia natural, astronomia, nàutica i geografia. Cal fer notar que d'aquesta biblioteca en formaven part els 254 volums de les Memoires pour l'Histoire des Scencies (1701-1767) o els 28 volums de l'Encyclopédie, ou Dictionnaire raisonné des sciences, des arts et des métiers dirigida per Diderot i D'Alembert.

## Directors
- Mateo Calabro (1720-1738)
- Pedro de Lucuze (1738-1779)
- Miguel Sánchez Taramas (1779-1789)
- Félix de Arriete (1789-1793).